# Bahía Drake
Bahía Drake es un distrito del cantón de Osa, en la provincia de Puntarenas, de Costa Rica. Es además una pequeña bahía en el lado norte de la Península de Osa, en la costa del pacífico suroeste de Costa Rica. La Isla del Caño, una reserva biológica con hallazgos arqueológicos pertenece a este distrito.

## Historia
Es el último distrito de Osa en ser erigido como tal. Fue creado por Ley Nº 36-2012-del Ministerio de Gobernación y Policía el 3 de agosto de 2012. segregado del distrito de Sierpe.

## Características
La característica principal de Bahía Drake es el Parque Nacional Corcovado, compartido con el vecino cantón de Puerto Jiménez. Esta reserva de vida silvestre ocupa aproximadamente un tercio de la península, y esto es conocido por ser uno de los parques más grandes y más prístinos del país. La preservación de las especies endémicas de la zona se ha convertido en una prioridad por el gobierno de Costa Rica a través de los esfuerzos del MINAET. 
Bahía Drake es accesible solo por mar hasta hace poco, y por lo tanto sigue siendo un bosque tropical de tierras bajas en gran parte virgen. Es una de las últimas áreas restantes de la costa del Pacífico. Desde aproximadamente 1990, el ecoturismo ha sido la principal economía de la zona. 
Se cree que fue un puerto utilizado por Sir Francis Drake en el siglo XVI, en una de sus expediciones se acercó a la costa a realizar trabajos en su barco, en la zona está uno de los fabulosos tesoros de los piratas ingleses. 
El Servicio de barco por el río Sierpe y el transporte aéreo conectan a la Bahía Drake con el resto del mundo durante la época de lluvias. Hay kilómetros y kilómetros de costa con peñascos rocosos y calas arenosas que se extienden desde Agujitas, donde se encuentra al sur del pueblo de Bahía Drake hacia el límite del Parque Nacional Corcovado, a unos 12 kilómetros al sur. A lo largo de este tramo de playa se encuentran algunos de los hoteles ecológicos más remotos y espectaculares de Costa Rica.

## Geografía
Bahía Drake cuenta con un área de 392,41 km² y una altitud media de 60 m s. n. m. Ocupa poco menos de la mitad cccidental de la península de Osa.

## Demografía
Para el año 2021, Bahía Drake cuenta con una población estimada de 1154 habitantes.  La principal ciudad de Bahía Drake es Agujitas donde habita la mayoría de la población. 

## Localidades
El distrito de Drake consta de la siguiente división administrativa:
- Cabecera: Villa Agujitas (Drake)
- Poblados: Ángeles, Banegas, Boca Ganado, Campanario, Caletas, Guerra, Planes, Progreso, Quebrada Ganado, Rancho Quemado, Riyito, San Josecito (Rincón), y San Pedrillo, todos segregados del distrito tercero, Sierpe.

## Transporte

### Carretera
Existe carretera de lastre para acceder a bahía Drake.  Actualmente hay puentes en todos los pasos de ríos y se puede llegar en todo tipo de vehículo durante la mayor parte del año. 

### Aeropuerto
Cuenta con un pequeño aeropuerto, el Aeropuerto de Bahía Drake, para vuelos locales desde San José.